# Heinz Ritter-Schaumburg

Heinz Ritter im Jahr 1990

Heinz Ritter-Schaumburg (* 3. Juni 1902 in Greifswald als Heinrich Adolf Ritter; † 22. Juni 1994 in Schaumburg bei Rinteln) war ein deutscher Privatgelehrter, der seit 1975 mit seinen Thesen zur Thidrekssaga und zum Nibelungenlied für Aufsehen sorgte.

## Leben und Werk
Als Sohn des Chirurgen Carl Ritter wuchs Heinz Ritter als Kind in seiner Geburtsstadt Greifswald auf, als Jugendlicher in Posen und in Düsseldorf. Er studierte Medizin, Germanistik, Spanisch und Biologie, beherrschte sieben Sprachen und promovierte zum Dr. phil. Nach einer Tätigkeit als Heilpädagoge war er als Lehrer an der Waldorfschule Hannover bis zu deren Schließung 1936 tätig. Danach gründete er 1936 in Schaumburg bei Rinteln ein Kinderheim, das er bis 1967 leitete. Er erhielt eine Veröffentlichungssperre, weil er das Kinderheim nach damals sehr neuartigen pädagogischen Grundsätzen aufgebaut hatte, die den nationalsozialistischen Erziehungsgrundsätzen widersprachen.
Heinz Ritter ist Verfasser zahlreicher Bücher, Gesamtauflage über 100.000. Sein bekanntestes Werk Die Nibelungen zogen nordwärts, 1981 erstmals im Herbig Verlag erschienen und zu den „Sieben Büchern des Jahres“ (Süddeutsche Zeitung) gehörend, ist (inzwischen als Taschenbuch) bereits in achter Auflage erschienen. Hierbei handelt es sich um einen interdisziplinären, frühgeschichtlichen Forschungsbericht, in dem er neuartige Methodologie-Ansätze benutzt hat, die ihm bleibende Beachtung gesichert, aber auch viel Kritik eingetragen haben.
Er stellte die These auf, dass die in skandinavischen Sprachen überlieferte, heidnisch geprägte Didriks-Chronik Thidrekssaga eine sehr späte Übersetzung sehr alter deutscher Lieder sei, die Ereignisse des 6. Jahrhunderts n. Chr. schildern. Darauf bauten seine Rückschlüsse über den Zug der Nibelungen nach Soest sowie die Verortung vieler anderer in dieser Chronik geschilderten Ereignisse auf. Das oberdeutsche, christlich geprägte Nibelungen-Lied ist seiner Meinung nach eine jüngere, literarisch großartige Wiedergabe der „alten Maeren“, die Didriks-Chronik dagegen aber die Übersetzung des ursprünglichen, verlorengegangenen Werkes, das den geschichtlichen Abläufen noch sehr nahestand.
Diese Thesen und seine transdisziplinäre Forschungsweise wurden von den Fachdisziplinen der Geschichte, Germanistik und Skandinavistik sehr kritisch kommentiert und zum Großteil zurückgewiesen. Seine Auslegung der Thidrekssaga wird von weiten Teilen der Forschung abgelehnt.
Für seine Forschungen zu diesem Themenkomplex erhielt er 1987 das Bundesverdienstkreuz und 1989 den Verdienstorden des Landes Nordrhein-Westfalen.
Heinz Ritter gilt weiterhin als ein führender Novalis-Kenner, der auch auf dem Gebiet der Novalis-Forschung Grundlegendes veröffentlicht hat. Neben anderem beantwortete Ritter die Frage nach der Datierung einiger Gedichte, indem er Novalis’ Handschrift analysierte und dadurch im Vergleich mit Briefen die Entstehungsfolge der Gedichte angeben konnte.
Ihm selbst lag besonders das 1985 erschienene sprachwissenschaftliche Werk Die Kraft der Sprache: Über das Wesen der Vokale und Konsonanten am Herzen. Darin versuchte er sprachanalytisch bis an die Wurzeln menschlicher Artikulation vorzudringen.
Seine weitere Schaffensbreite war enorm: Lyrik, Kindergedichte, Laienspiele und erzählende Dichtung sowie Arbeiten auf dem Gebiet der bildenden Kunst und nicht zuletzt der Tondichtung (Vertonung von Mörike-, Eichendorff- sowie eigenen Gedichten).
Noch im 92. Lebensjahr brachte Ritter zwei weitere Bücher heraus. Sein ergänzendes „Weland“-Buch erschien postum im Jahr 1999.
Der Hochschullehrer Hans Martin Ritter (* 1936) ist sein Sohn, die deutsche Schauspielerin Ilse Ritter (* 1944) seine Tochter.
Ritter-Schaumburgs schriftlicher Nachlass befindet sich als Depositum im Staatsarchiv Bückeburg.

## Ritters Thesen zur Nibelungensage

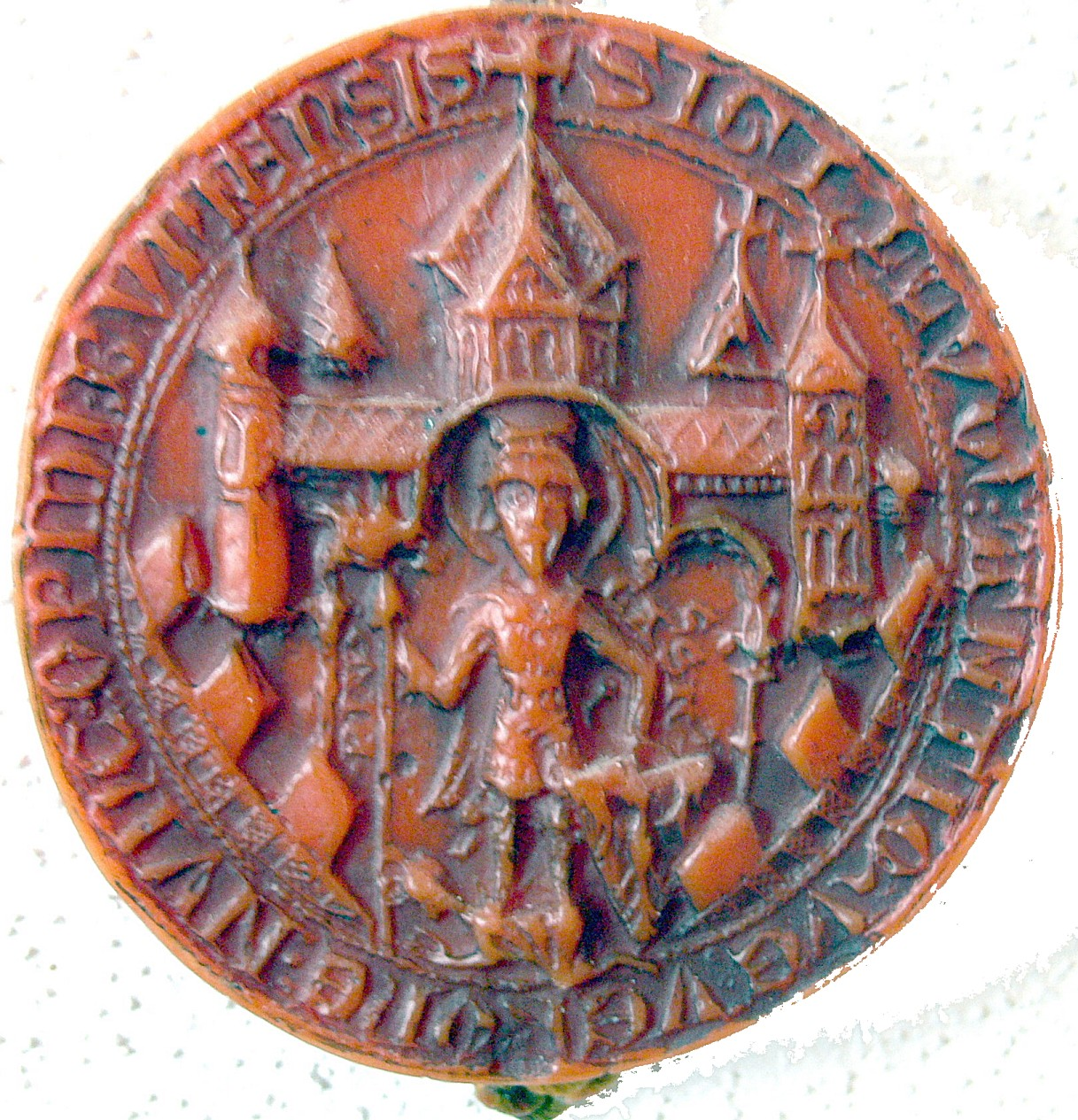
Das Bonner Stadtsiegel aus dem 13. Jahrhundert trägt am Rand die Aufschrift: SIGILLVM ANTIQUE VERONE NVNC OPIDI BVNNENSIS (Das Siegel des alten Verona jetzt der Stadt Bonn)

Nach der umstrittenen These Heinz Ritter-Schaumburgs stellt die Thidrekssaga eine Quelle für Vorgänge während der Völkerwanderungszeit im Niederrheingebiet dar. Ihm zufolge geht der Kern der deutschen Heldensage direkt auf historische Ereignisse in Niederdeutschland um das Jahr 500 zurück. Sagenhelden wie Dietrich von Bern, Siegfried und die Nibelungen gehen demnach primär auf historisch nicht überlieferte reale Personen zurück und sind erst im Verlauf des Mittelalters mit historisch bekannten Vorbildern wie Theoderich dem Großen oder den Burgunden verwechselt und gleichgesetzt worden. Demnach würde der Etzel/Attila der Sage nicht auf den hunnischen König Attila, sondern auf einen Friesenprinz ähnlichen Namens zurückgehen, der Soest erobert hätte. Das Bern der Sage vermutet Ritter-Schaumburg in Bonn, die Herkunft der Nibelungen im Raum der Voreifel. Die altschwedische Fassung der Thidrekssaga betrachtet er als die ursprünglichste Version der Sage und hält sie für einen chronikartigen (wenn auch sagenhaft verfremdeten) Bericht der Völkerwanderungszeit aus germanischer Hand.
Ritter-Schaumburgs These wird in der germanistischen Forschung allgemein abgelehnt. Sie erregte aber insofern Aufsehen, als sie ein völlig neues (wenngleich möglicherweise stark konstruiertes) Bild der germanischen Frühgeschichte im Niederrheingebiet zeichnet. Von Fachkreisen wird sie mit dem Argument abgelehnt, dass sie auf falschen methodologischen Grundlagen beruhe.
Der Historiker Ernst F. Jung und mehrere Schriftsteller beziehungsweise Privatgelehrte wie Walter Böckmann, Reinhard Schmoeckel und Rolf Badenhausen folgten Heinz Ritter in vielen seiner Vermutungen.

### Hintergrund
Die Nibelungensage erzählt vom Drachentöter Siegfried, der von Hagen ermordet und schließlich durch Kriemhild gerächt wird. Bei der von ihr provozierten Schlacht gehen alle Burgunden unter ihrem König Gunther am Hof des Hunnenkönigs Attila zugrunde. Die Erzählung wird in der Regel auf verschiedene Ereignisse der Völkerwanderungszeit zurückgeführt, so wurde das germanische Volk der Burgunden und ihr König Gundahar im Jahr 436 von einem hunnischen Heer vernichtet. Der Dietrich von Bern der Sage wird von jeher mit dem ostgotischen König Theoderich dem Großen gleichgesetzt. Doch lebte der Gotenkönig nie am Hofe Attilas, wie es in den Sagen erzählt wird, da der Hunne vor Theoderichs Geburt schon gestorben war und die Burgunder zogen ebenfalls sicher nicht an den Hof Attilas.
Aufgrund dieser Inkonsistenzen geht man allgemein davon aus, dass die Erzählung ein teils erfundenes, teils immer wieder neu zusammengesetztes Sagengeflecht darstellt, das auf verschiedenen historischen Ereignissen fußt. Diese allgemein akzeptierte Auffassung lehnt Ritter-Schaumburg ab und behauptet stattdessen, die Sage gehe direkt auf tatsächliche Geschehnisse der Völkerwanderungszeit im Rheinland und in Niederdeutschland zurück.
Er sieht in der Thidrekssaga, insbesondere in der altschwedischen Fassung, eine Quelle, die von diesen Geschehnissen berichtet.
Die Thidrekssaga gibt selbst vor, von wahren Begebenheiten zu erzählen:
„Diese Saga ist zusammengesetzt nach den Aussagen deutscher Männer, doch einige <Sagas> nach deren Liedern, welche vornehme Männer ergötzen sollen und welche einstmals gedichtet wurden gleich nach den Ereignissen, welche in dieser Saga erzählt werden. Und wenn du einen Mann nimmst aus jeder beliebigen Burg in ganz Sachsland (Norddeutschland), so werden alle diese Saga auf die gleiche Weise erzählen. Das bewirken aber ihre alten Gesänge.“
Dennoch wird sie bis heute von den meisten Geschichtsforschern und Germanisten als historiographisch wertlos betrachtet, weil sie als sekundäres Derivat der deutschen Nibelungensage, wenn nicht gar als verstümmelte Übersetzung des Nibelungenliedes gilt. Einer der Hauptgründe hierfür ist, dass die Ortsangaben der Thidrekssaga vielfach nicht den natürlichen Gegebenheiten entsprechen. Nach der Thidrekssaga setzen die Niflungen, als sie zu König Attala ziehen, an der Stelle über den Rhein, an der „Rhin und Duna zusammenfallen“. Der Rhin ist sicher der Rhein, und die Duna hält man in der Regel für die Donau, die im Nibelungenlied eine wichtige Rolle spielt. Da aber die Donau bekanntermaßen nicht in den Rhein mündet, nimmt man allgemein an, die Schreiber der Sage hatten kein Interesse an oberdeutschen geographischen Verhältnissen und die für sie bedeutungslosen Namen mit Anschauungen aus ihrem eigenen Horizont aufgefüllt.

### Geographische Angaben der Thidrekssaga

#### Die Duna
Ritter-Schaumburg weist darauf hin, dass die Dhünn, ein heutiger Nebenfluss der Wupper, noch vor hundertfünfzig Jahren in den Rhein mündete, bevor sie in die benachbarte Wupper umgeleitet wurde. Um 1190 wurde sie noch unter dem Namen Dune genannt. Mit der alten Duna kann seiner Meinung nach nur diese Dune, die heutige Dhünn gemeint sein. An der ursprünglichen Mündung der Dhünn in den Rhein befand sich wohl schon immer eine sehr flache Furt (heute Manfort), die seit alters her benutzt wurde, um den Rhein zu überqueren.
Aus seiner Identifizierung der Duna mit der norddeutschen Dhünn folgert Ritter-Schaumburg, dass die angeblich unsinnigste Stelle der Thidrekssaga die geographische Wirklichkeit wiedergeben könnte. Folglich untersuchte er viele weitere Ortsnamen auf einen möglichen realen Hintergrund.

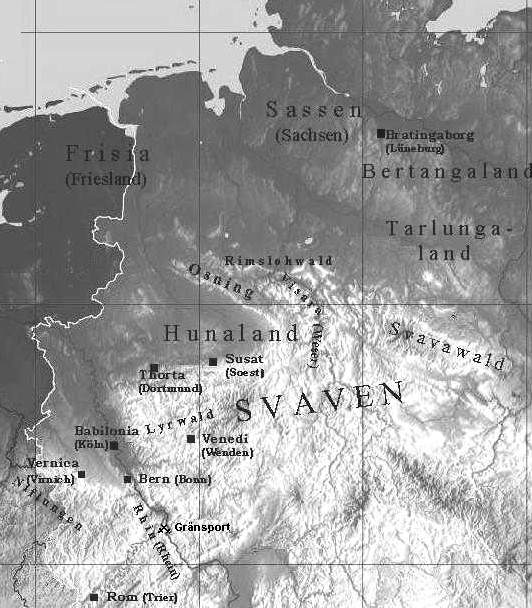
Landschaften und Orte der Thidrekssaga. In Klammern die modernen Namen, die Ritter-Schaumburg hinter den Angaben der Thidrekssaga vermutet

#### Attala, ein König in Soest
In der Thidrekssaga ziehen die Nibelungen, die hier stets Niflungen heißen, vor ihrem Untergang zu König Attala (auch Attila, Aetla, Aktilia oder Atilius) nach Susat. Selbst unter den Gegnern Ritter-Schaumburgs scheint Einigkeit zu herrschen, dass jenes Susat der Thidrekssaga mit dem heutigen Soest in Westfalen identisch ist. Ritter-Schaumburg nimmt an, dass Soest tatsächlich die Heimat eines Königs Attala war. Sein auch als Hunaland oder Hymeland bezeichnetes Reich müsste dann große Teile Westfalens umfasst haben. Diese Hunen (auch Heunen bzw. Hünen genannt) hätten nach Ritter nichts mit asiatischen Steppenkriegern zu tun, sondern wären ein germanischer Volksstamm gewesen, dessen König bald mit dem bekannteren hunnischen Attila verwechselt wurde.
Problematisch ist, dass ein germanisches Volk ähnlichen Namens nicht bezeugt ist. Auf ein mögliches Volk der Hunen gibt es außerhalb der Thidrekssaga allenfalls spärliche Hinweise. Beda Venerabilis etwa berichtet über eine geplante Missionsreise des Mönches Egbert kurz vor 700 ins Heimatgebiet der Angelsachsen, zu den Fresones (Friesen), Rugini (Rugiern ?), Danai (Dänen), Hunni (Hunnen/Hunen?), Aniqui Saxones (Altsachsen), Boructuarii (Brukterern?). Die Nennung der Hunni gilt an dieser Stelle als völlig unklar, da die Existenz von Hunnen um 700 im nördlichen Mitteleuropa praktisch unmöglich ist. Reinhard Schmoeckel sieht in der Nennung einen Hinweis auf die Hunen der Thidrekssaga. Im Bruchstück De origine Sueborum, einer Parallelerzählung zur Sachsengeschichte Widukinds von Corvey wird von der Flucht des Thüringerkönigs Irminfried nach einer verlorenen Schlacht gegen die Franken im Jahr 531 zu Attila dem König der Hunnen berichtet. Der hunnische Attila kann dabei aber nicht gemeint sein, da dieser damals seit langem tot war. Daher könnte sich die Aussage auf den von Ritter postulierten Attala in Soest beziehen. Auch die Quedlinburger Annalen könnten einen möglichen Hinweis auf diesen Herrscher enthalten, indem sie Attilas Tod fälschlicherweise für das Jahr 532 annehmen. Der hunnische König Attila starb in Wahrheit bereits 453. Der Name Attila ist eigentlich ein germanischer Kosename, der Väterchen bedeutete und von den unterworfenen Goten für ihren Hunnenchef geprägt oder umgeprägt wurde; ähnlich wie der Anführer der Sowjetunion gerne als „Väterchen Stalin“ bezeichnet wurde. So könnte sowohl der vermutete Hune Attala als auch Hunnenkönig Attila ursprünglich einen ganz anderen Namen besessen haben.
In Übereinstimmung zu der Schilderung der Thidrekssaga, die Attala als friesischen Königssohn beschreibt, erzählt die Friesenchronik des Suffridus Petrus (gedruckt in Köln im Jahr 1590) von der Eroberung Soests durch einen Friesenkönig Odilbald. Dieser habe Teile Westfalens durch einen Heerführer namens Yglo Lascon längere Zeit halten können.

#### Das Heimatgebiet der Nibelungen
Da Ritter vermutet, die Nibelungen überquerten den Rhein bei der Dhünn-Mündung (Manfort in Leverkusen), folgert er aus ihrem Zielort Susat (Soest), dass ihr Herkunftsgebiet wohl südwestlich von Köln, etwa im Raum der Vor-Eifel gelegen habe. Die Niflungen kommen der Thidrekssaga zufolge aus Vernica bzw. Verminza, nicht aus Worms wie im Nibelungenlied. Worms hieß lateinisch Wormatia, mhd. Wormez. Eine Namensform Verminza scheint nicht völlig abwegig. Ritter-Schaumburg stellt jedoch die sprachhistorische Überlegung an, dass der Name Verminza heute wahrscheinlich Virmenich, Vernica heute Virnich lauten müsste. Er folgert dies aus der historischen Änderung ähnlich lautender Namen. So wurde etwa aus Belgica der Name Billich (heute Billig) und aus Linnica (erwähnt 888) wurde Linnich. Virnich (ehemals eine Burg) und Virmenich sind zwei eng benachbart liegende Orte in der Voreifel im Raum Zülpich. Insbesondere die Burg Virnich wird von Ritter mit der Niflungenburg Vernica gleichgesetzt. Ritter-Schaumburg setzt somit voraus, dass ein Ortsname der Völkerwanderungszeit, der niemandem etwas sagen konnte, da der Ort Virnich bedeutungslos war, etwa 800 Jahre lang präzise und richtig überliefert worden sei, nicht nur zunächst in der Lokalüberlieferung, sondern auch bis in die altnorwegische Fassung hinein. Eine derartige Annahme verkennt nach Meinung von Fachleuten eklatant die Gegebenheiten mittelalterlicher Namenüberlieferung. Allerdings scheint die Thidrekssaga mit Ballofa auch den ältesten bekannten Namen von Balve (erste Erwähnung vor 890 n. Chr.) bewahrt zu haben. In jenem Ballofa soll Wieland nach der Thidrekssaga das Schmieden gelernt haben.
Weitere Orte dieser Gegend könnten nach Ritter-Schaumburg auf die Niflungen zurückzuführen sein. Der Ort Juntersdorf (früher Guntirsdorp) klingt an König Gunter an und in der Nähe fließt der Neffelbach. Nach Ritter-Schaumburg wären die Nibelungen eigentlich die Neffelungen, sozusagen die Leute vom Neffelbach. In der Thidrekssaga kommen keine Burgunden vor, wie Gunters Volk im Nibelungenlied fast durchweg genannt wird, hier heißen sie stets Niflungen (entspricht Nibelungen).
Bereits der Historiker Franz Josef Mone, dessen Quellenforschung Ritter jedoch mit keiner Silbe erwähnt, brachte die bei Zülpich fließende Neffel in engstem Zusammenhang mit dem Niflungensitz. Böckmann, der Ritter im Wesentlichen folgt, bringt den Sitz des Niflungengroßvaters Irian in Verbindung mit Burg Irnich nahe Virnich. Böckmann, der unter anderem als Lektor für Ritter beim Econ-Verlag tätig war, verweist außerdem auf nicht stichhaltige Begründungen zu bereits früheren Vermutungen, die das belgische Nivelle und das davon östlich gelegene Waremme (flämisch-niederländisch Borg-Worm) als historischen Sitz der Nibelungen postuliert haben.

#### Bern und Rom
Ritter-Schaumburg liefert auch eine Deutung, wo seiner Ansicht nach Dietrichs Heimatstadt Bern liegen müsste. Das heutige Bern ist mit Sicherheit nicht gemeint. Es entstand erst im zwölften Jahrhundert. Allgemein akzeptiert ist auch, dass die lateinische Form für Bern Verona ist. Das bekannte italienische Verona und die Tatsache, dass Dietrich von Bern der Sage nach auch Rom eroberte, sind die Hauptgründe dafür, dass er mit Theoderich dem Großen gleichgesetzt wird. Dieser Gotenkönig regierte bis 526 n. Chr. in Italien, und Dietrich ist lediglich eine andere Schreibweise für Theoderich. Allerdings herrschte Theoderich in Ravenna, nicht in Verona und weist auch sonst nur relativ wenige Parallelen zum Dietrich der Sage auf. Ritter weist darauf hin, dass Bonn vom 10. bis zum 16. Jahrhundert urkundlich auch unter dem Namen Verona und Berne erwähnt wird, und hält Bonn für das Bern der Sage.
Die Stadt, die in der Thidrekssaga stets Rom genannt wird, war Ritter-Schaumburg zufolge nicht das „echte“ Rom im fernen Italien, sondern die alte Kaiserstadt Trier. Trier war einst die Hauptstadt des römischen Reiches und wurde zumindest seit dem Mittelalter auch Roma Secunda oder Rom des Nordens genannt. Dietrich von Bern wäre demnach ein König zu Bonn, der Trier eroberte und nicht Theoderich der Große. Köln kommt in der Thidrekssaga nach Ritters Theorie unter dem Namen Babilonia (Schreibfehler oder alter Name von Colonia?) vor, das die Helden stets vorsichtig umgehen.

#### Dietrich als historischer Herrscher

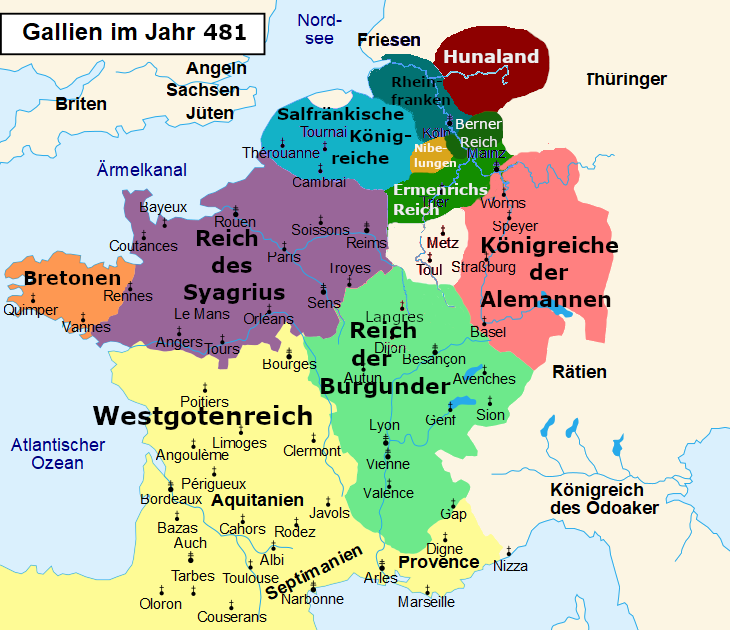
Westeuropäische Herrschaftsgebiete um 481 nach der Hypothese Heinz Ritter-Schaumburgs

Nach der Erzählung der Thidrekssaga eroberte sich Dietrichs Großvater Samson ein Reich in Hesbanien mit Sitz in Salerna. Unter Hesbanien versteht man in der Regel Spanien, und Salerna setzt man mit dem italienischen Salerno gleich. Ritter-Schaumburgs Mutmaßungen zufolge ist Hesbanien allerdings in der belgischen Hesbaye (zu deutsch Haspengau) zu suchen und Salerna setzt er mit dem kleinen Salvenerias gleich. Heute wird es Sauvenieres genannt, doch noch 946 wird es urkundlich als Salvenarias erwähnt. Etwa 25 km von Sauveniere entfernt am südlichen Maasufer liegt noch heute ein Ort, der schon seit uralten Zeiten den Namen Samson trägt und in dessen näheren Umgebung Kriegergräber aus der zweiten Hälfte des 5. Jahrhunderts entdeckt wurden. Nach der Sage verließ Samson sein Reich und eroberte sich zwei neue Reiche für seine beiden Söhne. Rom (=Trier?) für Ermenrich und Bern für Dietmar, Dietrichs Vater. Das sollte nach Reinhard Schmoeckel etwa um das Jahr 470 geschehen sein, da Trier, vermutlich zwischen 475 und 479, von den Franken erobert wurde. Kurz vorher herrschte dort noch der römische Comes Arbogast. Nach der Thidrekssaga eroberte Ermenrik zunächst das Umland von Rom und erst später die Stadt selbst, weshalb ein Datum vor 480 für Samsons Zug möglich ist. Um 470 dürfte nach Ritter-Schaumburgs Thesen auch das Geburtsjahr eines historischen Dietrich von Bern liegen.
Der Sage nach starb König Dietmar früh und der junge Dietrich erbte das Berner Reich. Später eroberte Ermenrich das Land seines Neffen Dietrich und dieser floh zu König Attala, der in Susat (= Soest in Westfalen) regierte. Nach vielen Jahren gelang es Dietrich mit Attalas Hilfe, Bern zurückzuerobern. Am Ende eroberte er sogar Trier und erhielt dazu Attalas Reich, als dieser erbenlos starb. Nach Reinhard Schmoeckel starb Dietrich wohl um das Jahr 540 n. Chr. als alter Mann, worauf sein Reich dem Frankenreich der Merowinger einverleibt worden sein soll.

#### Archäologische Funde
Ritter bringt einige archäologische Funde mit der Sage in Verbindung. Um das Jahr 1700 wurde nur wenige Kilometer von Virnich entfernt ein großer Steinsarg entdeckt, in dem nach der sagenhaften Überlieferung ein hünenhafter Krieger mit goldener Rüstung und Krone beerdigt war. Er mutmaßt, dass dieser Steinsarg vielleicht die letzte Ruhestätte Siegfrieds gewesen sein könne. Der Fund wurde als „Königsgrab von Enzen“ bekannt. Außer dem Steinsarg sind davon noch ein goldenes Scheitelband und ein goldener Armreif erhalten. Diese Funde ermöglichen es, das Grab entgegen der Annahme Ritters eindeutig als reiche römische Frauenbestattung des 3. Jahrhunderts n. Chr. zu bestimmen.

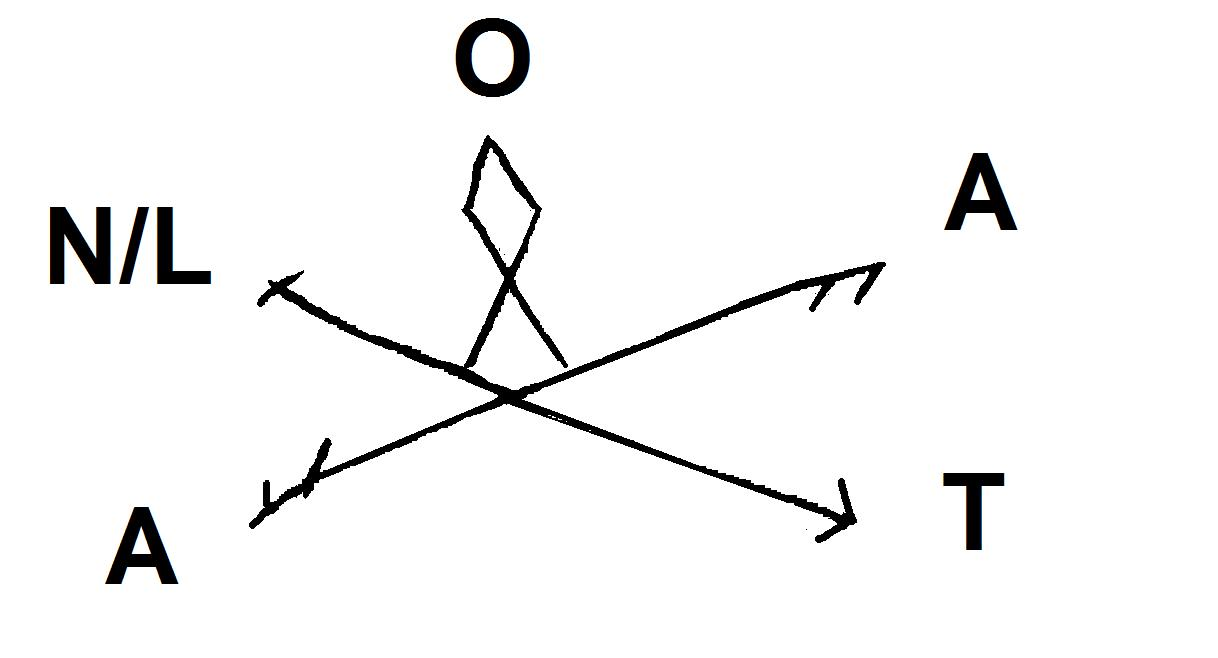
Die Runenschrift auf der Rückseite der goldenen Scheibenfibel von Soest und die mögliche Deutung: A-T-A-N/L-O

1930 wurden nahe bei Soest mehrere reich ausgestattete Kammergräber entdeckt, die zumeist Frauengräber waren und besonders durch ihren großen Goldreichtum auffallen. Im reichsten der Gräber aus dem Gräberfeld von Soest fand sich eine goldene Scheibenfibel, auf der nach Ritter-Schaumburgs Deutung ein Königsmonogramm mit dem Namen Atano oder Atalo in Runenschrift zu erkennen sein soll. Die späteste Münze, die sich im Grab fand, datiert frühestens auf das Jahr 527 n. Chr. (terminus ante quem non). Etwa um diese Zeit hätte der Kampf zwischen Hunen und Niflungen nach den Berechnungen Reinhard Schmoeckels stattfinden sollen. Die Fibel könne Heinz Ritter-Schaumburg zufolge ein Geschenk des Königs Attalo an seine Gemahlin gewesen sein. Demnach wäre die Tote in dem Grab Kriemhild selbst oder eine spätere Frau des Attalo.
In Trier-Pfalzel wurde eine Münze mit einem archaischen Porträt und der Aufschrift PALATIOLO UOMERIGE aus frühmerowingischer Zeit gefunden, die sich möglicherweise auf den von Ritter vermuteten König Ermenrik zurückführen lässt. Palatiolum ist ein römischer Sommerpalast, den die römischen Kaiser hier, als sie noch in Trier regierten, bauen ließen.

## Kritik an Ritter-Schaumburgs Thesen zur Nibelungensage
Unter Fachgermanisten – die sich zuvor mit der Thidrekssaga wenig beschäftigt hatten, da diese als spätere Kopie und sekundäre Zusammenfügung anderer, älterer Einzelsagen gilt – werden die Thesen Ritter-Schaumburgs kritisch betrachtet und gelten als hinfällig. Auch halten sie seine Methoden für unwissenschaftlich, weil Ritter-Schaumburg gesicherte literarhistorische Erkenntnisse über die Sagen- und Geschichtsüberlieferung der germanischsprachigen Völker ignoriert.
Eine große Schwierigkeit bei Ritters Thesen ist der Umstand, dass in der ältesten bekannten Sagenquelle, dem Hildebrandslied aus dem 9. Jahrhundert, Odoaker und nicht Ermenrich oder Sibich als Dietrichs Widersacher genannt wird. Odoaker war der Gegner Theoderichs des Großen im Kampf um Italien. Daher setzt Ritters These voraus, dass bereits der Schreiber des Hildebrandsliedes eine Änderung zugunsten Theoderichs des Großen eingeführt hätte, während später überlieferte Versionen der Sage den wahren Namen bewahrt hätten. 
Eine weitere Schwierigkeit in Ritters Hypothese besteht darin, das der Waltharius aus dem 10. Jahrhundert, den Sitz des Attila der Sage eindeutig in Pannonien beschreibt und nichts von einem Sitz im Raum Soest weiß. Ritters Hypothese verlangt, dass Hildebrandslied und Waltharius – die ältesten bekannten Fassungen der Sage – stärker umgeformt wurden als die Thidrekssaga, deren älteste Texte Jahrhunderte jünger sind. Ritter nahm daher eine verloren gegangene Frühfassung der Thidrekssaga an, die bereits vor oder in der Zeit Karls des Großen vorgelegen habe. Für eine solche „Urfassung“ fehlen allerdings jegliche Belege. 
Eine der größten Schwachstellen bei Ritters Thesen ist die Tatsache, dass die altschwedische Fassung der Thidrekssaga, die er für die ursprünglichste hält, zugleich durch die jüngsten innerhalb der Handschriften repräsentiert ist. Sie stammen aus dem 15. Jahrhundert, während die Handschrift der ältesten Thidrekssaga-Fassung, die so genannte Membrane, aus dem 13. Jahrhundert stammt.
Unabhängig davon räumt der Historiker Jörg Oberste ein, dass zumindest einige von Ritters Thesen, insbesondere die Gleichsetzung der Dhünn mit der Duna der Saga, überzeugend im Sinne einer Lokaltradition sind.

### Zum Verhältnis zwischen Membrane und altschwedischer Fassung
Dass es sich bei der altschwedischen Fassung (die so genannte Didriks-Chronik oder „Svava“, abgekürzt Sv) der Thidrekssaga um eine Übersetzung handelt, gibt sie selbst ganz am Schluss zu verstehen, mit den Worten:
Herrn Didriks Buch hat nun sein Enden, Gott möge seine Gnade senden Dem, der es tat auf Schwedisch wenden. Auch deshalb wird die altschwedische Fassung im Allgemeinen für eine verkürzte Übersetzung der altwestnordischen Membrane betrachtet. Heinz Ritter bestreitet diese Abhängigkeit und hält die schwedische Fassung für die Übersetzung eines nicht mehr existierenden dänischen oder niederdeutschen Textes, wofür auch die verwendeten niederdeutschen Namen der Helden und zahlreiche Danismen sprächen. Er verweist dabei auf das Verhältnis der beiden Handschriften (Sv A und Sv B) der altschwedischen Fassung, die ihm zufolge eigenständige Übersetzungen ein und desselben Textes sein müssen. Dies wäre an den vielfach verwendeten gleichbedeutenden aber anders lautenden Worten erkennbar. Die ausländische Quelle müsse aber aufgrund der starken Verwandtschaft beider Handschriften keine der altwestnordischen Fassungen sein. Die Handschrift Sv B enthält allerdings nur den ersten Teil der Thidrekssaga bis etwa zu Sevekins Rache, weshalb dieses Argument nur für diesen Teil relevant ist.
Weiterhin verweist die altschwedische Didrikschronik darauf, dass die Stätten des Nibelungenkampfes in Soest noch zu sehen wären, während die altwestnordische Membrane erklärt, dass einige deutsche Männer die Stätten noch unzerstört gesehen haben. Ritter schließt daraus, dass die altschwedische Didrikschronik vor der großen Umgestaltung Soests (dieser erfolgte nach Ritter zwischen 1170 und 1180) niedergeschrieben wurde, während die Niederschrift der Membrane in der Zeit kurz nach dem Umbau der Stadt erfolgt sein muss. In diesem Zusammenhang weist Ritter auch darauf hin, dass die Membrane den Blick aus dem Ausland auf Soest richtet, während die altschwedische Fassung offenbar aus dem Gebiet der Geschehnisse berichtet.
Germanisten gehen heute mehrheitlich davon aus, dass die altschwedische Form der Thidrekssaga keine Übersetzung eines alten deutschen Heldenliedes ist, sondern aus den altwestnordischen Versionen der Thidrekssaga, insbesondere der sogenannten Membrane (Mb) übersetzt wurde. Dennoch gab es darüber auch einige Kontroversen. Klockhoff etwa glaubte 125 Übereinstimmungen zwischen Sv und der isländischen Fassung gegen die norwegische Mb gefunden zu haben. Das würde es unmöglich machen, dass Mb die direkte Vorlage von Sv war. Klockhoff vermutete, es müsse neben Mb noch eine zweite, sehr ähnliche Handschrift der Ths gegeben haben, die eben jene Fehler von Mb nicht enthalten hatte.
Bertelsen reduziert die Zahl dieser signifikanten Abweichungen jedoch stark, der Großteil der 125 Belege Klockhoffs sind demnach durch einfache Schreibfehler in der Mb zu erklären. Einige Abweichungen zwischen Mb und Sv konnte aber auch Bertelsen nicht anders als Klockhoff erklären. In seiner Ausgabe der Ths formuliert Bertelsen, Sv biete eine „näher zu Mb stimmende“ Fassung aber nicht eine Abschrift von Mb selbst. Hempel wiederum argumentiert, dass auch die wenigen nach Ansicht Bertelsens verbliebenen Argumente zu Gunsten einer eigenen Vorlage von Sv, die nicht mit Mb identisch ist, nicht stichhaltig sind. In dieser Auffassung wird er durch neuere Untersuchungen unterstützt, die weitere Argumente im Sinne Hempels bringen und auch mehrmals überprüfen, dass Mb die direkte Quelle von Sv gewesen sein muss. Ritter nimmt zu den Ausführungen Bertelsens, Hempels und Hennings Stellung und weist darauf hin, dass diese sich bei der Beurteilung der Entstehungsgeschichte von Sv letztendlich nur auf C. R. Ungers Buch mit dem Titel Saga Thidriks Konungs af Bern von 1853 bezögen. Unger wiederum wirft er diesbezüglich vor, dass er andere Sprachen außer norwegisch und deutsch (etwa dänisch) als Vorlagen gar nicht in Betracht zöge und dann vor allem aufgrund der Tatsache, dass heute keine deutsche Prosa-Erzählung bekannt ist, zum Schluss kommt, Sv müsse von der norwegischen Bearbeitung herrühren.
Die altschwedische Fassung überliefert aber nach Ansicht der Germanistik keine ältere Variante, sondern wurde offenbar direkt aus der Membrane abgeschrieben, als diese noch vollständig war. Allerdings muss der schwedische Übersetzer auch andere Werke der Sage gekannt haben und ließ stellenweise aus diesen Details einfließen. So fügte er aus dem Nibelungenlied das Lindenblatt ein (das er nur leicht verändernd zu einem Ahornblatt machte), das zwischen Siegfried/Sigurds Schulterblätter fiel. Viele Punkte Ritters beziehen sich jedoch darauf, dass die Didriks-Chronik meist ursprünglicher und damit näher am tatsächlichen Geschehen sein soll als die anderen Handschriften der Thidrekssaga. Auch wird von der großen Mehrheit der Germanisten die Ansicht vertreten, dass das Nibelungenlied eine ursprünglichere Version der Sage benutzt und nicht, wie H. Ritter-Schaumburg behauptet, die Thidrekssaga. Ritter-Schaumburg vermutet, dass die Ursprünge der Didrikschronik, die im 15. Jahrhundert niedergeschrieben wurde, bis in die Zeiten Karls des Großen zurückreichen sollten. Dies widerspricht völlig der vorherrschenden Lehrmeinung. So widersprechen auch zwei neuere Arbeiten, die sich mit diesem Thema beschäftigen und von Skandinavisten verfasst wurden, Ritter-Schaumburg, und nehmen das Gegenteil seiner Behauptungen an.

### Widersprüche zu bekannten historischen Fakten
Mit bekannten geschichtlichen Fakten scheint die These relativ wenig zu kollidieren, was möglicherweise damit zu erklären ist, dass die Geschichte des Rheinlandes um das Jahr 500 weitgehend im Dunklen liegt.
Vor allem ein bekanntes Ereignis scheint auf den ersten Blick gegen Ritters These zu sprechen. Die Schlacht von Zülpich, die im späten 5. Jahrhundert zwischen Alemannen und Franken bei Zülpich stattfand, scheint gegen ein eigenständiges Nibelungenreich bei Zülpich um das Jahr 500 zu sprechen. Der Privatforscher Reinhard Schmoeckel weist jedoch darauf hin, dass der Ort dieser Schlacht nur durch eine einzige Zeile bei Gregor von Tours bekannt sei und die Schlacht nicht zwangsläufig eine große Entscheidungsschlacht zwischen Franken und Alemannen gewesen sein müsse. Das einzige was Gregor zu dieser Schlacht sicher überliefert, ist, dass Sigibert der Lahme im Verlauf des Kampfes am Bein verwundet wurde. Wann dies geschehen sein soll, bleibt offen. Die Schlacht von Zülpich könnte also lange vor den von Ritter postulierten Geschehnissen stattgefunden haben.
Entgegen einigen Vorbehalten, wie sie auch von dem Soziologen und Dokumentationsjournalisten Walter Böckmann angedeutet wurden, stellt das in zumutbarer Rheinnähe verortete Herkunftsgebiet der Niflungen im Voreifelraum noch keinen eklatanten Widerspruch für Ritters Thesen dar. Als zeit- und entfernungsmäßiges Indiz für den Zülpicher Raum bezieht er sich einerseits auf den Beginn bedeutender Heereszüge von frühzeitlichen Völkern bei Vollmond und somit auf die Angabe in den Handschriften, dass noch in dieser Phase die Niflungen den Rheinübergang an der Duna (Dhünn) erreicht haben sollen.
Allerdings gibt es auch kaum Quellen, die für einen historischen Kern der Thidrekssaga sprechen. So kann ein Geschlecht der Niflungen als rheinfränkischer Stamm nicht historisch nachgewiesen werden. In der Genealogie der Franken findet man zwar gelegentlich Hinweise (Gertrud von Nivelles), doch in der fränkischen Geschichtsschreibung (insbesondere bei Gregor von Tours) findet man zu diesem Geschlecht nichts. Umgekehrt liegt jedoch kein stichhaltiger Nachweis dafür vor, dass der Sitz der Niflungen nicht in der Voreifel gelegen und ihr Untergang sich nicht in Soest ereignet haben konnte.
Für einen erheblichen Schwachpunkt in der Ritterschen Argumentation spricht die Tatsache, dass augenscheinlich keine der Personen der Sage ihrer Handlung nach in historischen Quellen ausgemacht werden kann und gleichzeitig scheinbar keine historisch bekannte Person in den Sagen auftaucht.

## Schriften (Auswahl)
Germanistik
Novalis-Forschung:
- Die Datierung der <Hymnen an die Nacht>. In: Euphorion 52, C. Winter, Heidelberg 1958, ISSN 0012-0936, S. 114–141.
- Die Geistlichen Lieder des Novalis. Ihre Datierung und Entstehung. In: Jahrbuch der Deutschen Schiller-Gesellschaft 4, Wallstein, Göttingen 1960, ISSN 0070-4318, S. 308–342.
- Das Azzo-Fragment. Eine unbekannte Novalis-Handschrift. In: Deutsche Vierteljahrsschrift für Literaturwissenschaft und Geistesgeschichte 34, Metzler, Stuttgart 1960, ISSN 0012-0936, S. 378–383.
- Die Entstehung des Heinrich von Ofterdingen. In: Euphorion 55, C. Winter, Heidelberg 1961, ISSN 0014-2328, S. 163–195.
- Der unbekannte Novalis. Sachse & Pohl, Göttingen 1967.
- Novalis' Hymnen an die Nacht. Ihre Deutung nach Inhalt und Aufbau auf textkritischer Grundlage. 2. wesentlich erweiterte Auflage mit dem Faksimile der Hymnen-Handschrift, C. Winter, Heidelberg 1974, ISBN 3-533-02348-6 und ISBN 3-533-02349-4.
- Novalis: Schriften. Die Werke Friedrich von Hardenbergs. Hrsg. von Heinz Ritter und Gerhard Schulz, 3. ergänzte und erweiterte Auflage, Kohlhammer, Stuttgart 1977, ISBN 978-3-17-001299-8.
- Novalis und seine erste Braut. Urachhaus, Stuttgart 1986, ISBN 3-87838-480-7.
- Novalis vu par ses contemporains. Karl von Hardenberg. Trad. de l’allemand par Vincent Choisnel. Préf. de Paul-Henri Bideau. Postface de Heinz Ritter, Ed. Novalis, Montesson 1994, ISBN 2-910112-08-X.

Germanistik und Frühgeschichte
- Dietrich von Bern – König zu Bonn. Herbig, München 1982, ISBN 3-7766-1227-4.
- Die Thidrekssaga oder Didrik von Bern und die Niflungen. In der Übersetzung von Friedrich von der Hagen. Völlig neu bearb. Aufl. der 2. Ausgabe Breslau 1855. Hrsg. und mit geographischen Anmerkungen versehen von Heinz Ritter, Reichl, St. Goar 1990, ISBN 978-3-87667-101-7.
- Sigfrid – ohne Tarnkappe. Herbig, München 1990, ISBN 978-3-7766-1652-1.
- Die Didriks-Chronik oder die Svava. Das Leben König Didriks von Bern und die Niflungen. Erstmals vollständig aus der altschwedischen Handschrift der Thidrekssaga übersetzt und mit geographischen Anmerkungen versehen, 2. unveränderte Auflage, Reichl, St. Goar 1991, ISBN 3-87667-102-7.
- Die Nibelungen zogen nordwärts. 6. unveränderte Auflage, Herbig, München 1992, ISBN 3-7766-1155-3.
- Die Nibelungen zogen nordwärts. Taschenbuchausgabe mit Register, 8. unveränderte Auflage, Reichl, St. Goar 2002, ISBN 3-87667-129-9.
- Der Schmied Weland. Olms, Hildesheim 1999, ISBN 3-487-11015-6.

Sprachforschung
- Die Kraft der Sprache, Von der Bedeutung der Vokale und Konsonanten in der Sprache. Herbig, München 1985, ISBN 3-7766-1287-8.
- Ursprache lebt, Reichl, 2. unveränderte Auflage, St. Goar 1999, ISBN 3-87667-207-4.

Frühgeschichte des 1. Jahrhunderts:
- Der Cherusker. Arminius im Kampf mit der römischen Weltmacht. Herbig-Verlag, München/Berlin 1988, ISBN 3-7766-1544-3, Inhaltsgleiche Neuauflage unter dem Titel Hermann der Cherusker. Die Schlacht im Teutoburger Wald und ihre Folgen für die Weltgeschichte. VMA-Verlag, Wiesbaden 2008, ISBN 978-3-928127-99-8.

Dichtung
Erzählende Dichtung:
- Welche Kraft war es? dipa, Frankfurt a. M. 1972, ISBN 3-7638-0900-7.
- Der Traum vom Gralsfelsen. Erzählungen und Gedanken, Ogham, Stuttgart 1982, ISBN 3-88455-853-6.
- Mit Lied und Laute durch Spanien. Jahn & Ernst, Hamburg 1993, ISBN 3-89407-067-6.

Epische Dichtung:
- Das Erdeneiland. Reichl, St. Goar 1990, ISBN 3-87667-130-2.

Erzählende Dichtung für Kinder:
- Die schönsten Sagen. 2. Auflage, 21.–28. Tsd., Bertelsmann, Gütersloh o. J. (1960).
- Die goldene Kugel. Singspiel, Möseler, Wolfenbüttel/Zürich 1966.
- Sagen der Völker. 5. unveränderte Auflage, Freies Geistesleben, Stuttgart 1987, ISBN 3-7725-0664-X.

Gedichte:
- Der goldene Wagen. Bösendahl, Rinteln 1953.
- Wachsende Ringe, Gedichte meines Lebens. Reichl, St. Goar 1995, ISBN 3-87667-205-8.
- Sehnen und Streben. Gedichte meiner Wanderzeit, Manufactur, Horn 1984, ISBN 3-88080-061-8.
- Der Pfeiffer von Hameln. Mit Illustrationen von Christiane Lesch, Ogham, Stuttgart o. J. (1986), ISBN 3-88455-153-1.
- Eins und Alles. Gedichte für Kindheit und Jugend. 12., unveränderte Auflage, Freies Geistesleben, Stuttgart 2009, ISBN 978-3-7725-2373-1.
- Liebe Erde. Gedichte und Sprüche. 5. erweiterte Auflage, Ogham, Stuttgart 1982, ISBN 3-88455-006-3.
- Das Maulwurfs-Igelchen. Ogham, Stuttgart 1989-2, ISBN 3-88455-037-3.
- Die Kunterbunte Dichterwerkstatt. edition fischer, Frankfurt a. M. 1993, ISBN 3-89406-809-4.

Bibliophile Ausgaben:
- Die Jahreszeiten in Liedern. Initialmalerei von Adolph B. G. Ritter, Hrsg. von Heinz Ritter, Reichl, St. Goar o. J. (1993), ISBN 978-3-87667-228-1.